# Елизовский район
Е́лизовский райо́н — административно-территориальная единица и муниципальное образование (муниципальный район) в составе Камчатского края России.
Административный центр — город Елизово. Расстояние от Елизово до Петропавловска—Камчатского 32 км.

## География
Площадь территории Елизовского муниципального района — 41,07 тыс.кв.км (8,8 % площади территории Камчатского края).
На территории Елизовского района расположены 20 из 29 действующих вулканов Камчатки. Характерными для рельефа являются глубокие каньонообразные долины рек с большим количеством порогов и водопадов, например, река Жировая, крутые, местами почти отвесные, склоны гор.
На юге через Первый Курильский пролив граничит с островным Северо-Курильским районом Сахалинской области.

## История
В конце XVII века на месте современного Елизово казаки основали небольшой острожек, названный позднее «урочище Старый Острог». В 1838 году основано село Старый Острог, которое в 1897 году переименовано в село Завойко, в честь генерал-губернатора Камчатской области, одержавшего победу над англо-французами. В 1924 году с. Завойко переименовано в с. Елизово, в честь командира партизанского отряда Г. М. Елизова, погибшего в боях за установление Советской власти. В 1965 году село преобразовано в рабочий поселок, а в 1975 году поселок — в город Елизово. Старейшее село района Коряки основано в 1700 году, остальные селения образованы после 1920 года.
17 ноября 1949 года был издан Указ Президиума Верховного Совета № 741/8 «Об образовании Елизовского района в составе Камчатской области с центром в с. Елизово».
1 июля 2007 года Камчатская область стала Камчатским краем.

## Население
| 2000    | 2002    | 2009    | 2010    | 2011    | 2012    | 2013    |
| ------- | ------- | ------- | ------- | ------- | ------- | ------- |
| 26 100  | ↘24 086 | ↗64 262 | ↘64 135 | ↘63 970 | ↘63 609 | ↗63 849 |
| 2014    | 2015    | 2016    | 2017    | 2018    | 2019    | 2020    |
| ↘63 646 | ↘63 533 | ↗63 673 | ↘63 611 | ↗64 203 | ↘64 153 | ↗64 346 |
| 2021    | 2023    |         |         |         |         |         |
| ↘59 777 | ↘59 658 |         |         |         |         |         |

### Урбанизация
В городских условиях (город Елизово и рабочий посёлок Вулканный) проживают  62,95 % населения района.
Естественное движение,
|                 | 2003  | 2006  | 2008  | 2010  | 2011  | 2012  | 2013  | 2014  | 2015  |
| --------------- | ----- | ----- | ----- | ----- | ----- | ----- | ----- | ----- | ----- |
| Рождений        | 739   | 790   | 759   | 710   | 812   | 806   | 809   | 819   | 787   |
| Смертей         | 881   | 853   | 858   | 869   | 773   | 769   | 765   | 767   | 765   |
| Е.п             | -142  | -63   | -99   | -159  | 39    | 37    | 44    | 52    | 22    |
| Сальдо миграции |       |       |       | -6    | -400  | 203   | -247  | -165  | 118   |
| Рождаемость (‰) | 11,41 | 12,20 | 11,81 | 11,10 | 12,77 | 12,62 | 12,71 | 12,89 | 12,36 |
| Смертность (‰)  | 13,73 | 13,17 | 13,35 | 13,58 | 12,15 | 12,04 | 12,02 | 12,07 | 12,01 |
| Е.п (‰)         | -2,32 | -0,97 | -1,54 | -2,49 | 0,61  | 0,58  | 0,69  | 0,82  | 0,35  |
| Миграция (‰)    |       |       |       | -0,09 | -6,29 | 3,18  | -3,88 | -2,60 | 1,85  |

По данным Всероссийской переписи населения 2021 года национальный состав был следующим:
| Народ    | Численность, чел. |  |
| -------- | ----------------- |  |
| русские  | 50 752 ▼          |  |
| украинцы | 628 ▼             |  |
| коряки   | 248 ▼             |  |
| другие   | 2 742 ▲           |  |
| всего    | 54 370 ▼          |  |

## Муниципально-территориальное устройство
В Елизовский муниципальный район входят 10 муниципальных образований, в том числе 2 городских поселения и 8 сельских поселений:
| №  | Муниципальное образование         | Административный центр    | Количество населённых пунктов | Население      | Площадь, км2 |
| -- | --------------------------------- | ------------------------- | ----------------------------- | -------------- | ------------ |
| 1  | Вулканное городское поселение     | рабочий посёлок Вулканный | 1                             | ↗1354 (2023)   | 10,01        |
| 2  | Елизовское городское поселение    | город Елизово             | 1                             | ↘36 199 (2023) | 127,77       |
| 3  | Корякское сельское поселение      | село Коряки               | 3                             | ↘3030 (2023)   | 113,56       |
| 4  | Начикинское сельское поселение    | посёлок Сокоч             | 5                             | ↘1362 (2023)   | 249,80       |
| 5  | Николаевское сельское поселение   | село Николаевка           | 2                             | ↗2409 (2023)   | 92,38        |
| 6  | Новоавачинское сельское поселение | посёлок Новый             | 4                             | ↗4424 (2023)   | 34,87        |
| 7  | Новолесновское сельское поселение | посёлок Лесной            | 3                             | ↗1625 (2023)   | 116,00       |
| 8  | Паратунское сельское поселение    | село Паратунка            | 2                             | ↘3093 (2023)   | 322,34       |
| 9  | Пионерское сельское поселение     | посёлок Пионерский        | 3                             | ↘3892 (2023)   | 15,80        |
| 10 | Раздольненское сельское поселение | посёлок Раздольный        | 3                             | ↘2270 (2023)   | 260,59       |

упразднённые сельсоветы
- Авачинский сельсовет  — упразднён 	 Решением областного исполнительного комитета от 29.01.60г. №51
- Елизовский поссовет  — упразднён 	в соответствии с текстом Указа Президиума Верховного совета РСФСР от 21.02.1975г.
- Жупановский сельсовет  — упразднён 	Указом Президиума Верховного совета РСФСР от 28.03.77 г. №6-31
- Малкинский сельсовет  — упразднён	 Решением областного исполнительного комитета от 09.10.56г. №317
- Можайский сельсовет  — упразднён 	 Решением областного исполнительного комитета от 15.08.60 г. №179

### Населённые пункты
В Елизовском районе 27 населённых пунктов.
| №  | Населённый пункт | Тип             | Население      | Муниципальное образование         |
| -- | ---------------- | --------------- | -------------- | --------------------------------- |
| 1  | Березняки        | посёлок         | ↘293 (2020)    | Новолесновское сельское поселение |
| 2  | Вулканный        | рабочий посёлок | ↗1354 (2023)   | Вулканное городское поселение     |
| 3  | Ганалы           | село            | →1 (2020)      | Начикинское сельское поселение    |
| 4  | Дальний          | посёлок         | →62 (2020)     | Начикинское сельское поселение    |
| 5  | Двуречье         | посёлок         | ↗288 (2020)    | Новоавачинское сельское поселение |
| 6  | Елизово          | город           | ↘36 199 (2023) | Елизовское городское поселение    |
| 7  | Зелёный          | посёлок         | ↘735 (2020)    | Корякское сельское поселение      |
| 8  | Кеткино          | посёлок         | ↘290 (2020)    | Раздольненское сельское поселение |
| 9  | Коряки           | село            | ↗2793 (2020)   | Корякское сельское поселение      |
| 10 | Красный          | посёлок         | ↗891 (2020)    | Новоавачинское сельское поселение |
| 11 | Крутобереговый   | посёлок         | ↗155 (2020)    | Пионерское сельское поселение     |
| 12 | Лесной           | посёлок         | ↘914 (2020)    | Новолесновское сельское поселение |
| 13 | Малки            | село            | ↘19 (2020)     | Начикинское сельское поселение    |
| 14 | Нагорный         | посёлок         | ↘1381 (2020)   | Новоавачинское сельское поселение |
| 15 | Начики           | посёлок         | ↘295 (2020)    | Начикинское сельское поселение    |
| 16 | Николаевка       | село            | ↘1815 (2020)   | Николаевское сельское поселение   |
| 17 | Новый            | посёлок         | ↗1316 (2020)   | Новоавачинское сельское поселение |
| 18 | Паратунка        | село            | ↗1657 (2020)   | Паратунское сельское поселение    |
| 19 | Пиначево         | село            | ↗70 (2020)     | Раздольненское сельское поселение |
| 20 | Пионерский       | посёлок         | ↘2784 (2020)   | Пионерское сельское поселение     |
| 21 | Раздольный       | посёлок         | ↘2395 (2020)   | Раздольненское сельское поселение |
| 22 | Светлый          | посёлок         | ↗971 (2020)    | Пионерское сельское поселение     |
| 23 | Северные Коряки  | село            | ↗157 (2020)    | Корякское сельское поселение      |
| 24 | Сокоч            | посёлок         | ↘809 (2020)    | Начикинское сельское поселение    |
| 25 | Сосновка         | село            | ↗1005 (2020)   | Николаевское сельское поселение   |
| 26 | Термальный       | посёлок         | ↘1934 (2020)   | Паратунское сельское поселение    |
| 27 | Южные Коряки     | село            | ↗432 (2020)    | Новолесновское сельское поселение |

Исчезнувшие населённые пункты
| Населённый пункт | дата упразднения | сельсовет на момент упразднения |
| ---------------- | ---------------- | ------------------------------- |
| п. Богачёвка     | 13.02.1974 г.    | сельсовет                       |
| п. Жупаново      | 02.02.1984 г.    | сельсовет                       |
| п. Заречный      | 28.12.1973 г.    | сельсовет                       |
| п. Каменистый    | 29.03.1985 г.    | сельсовет                       |
| п. Кедровый      | 17.06.1964 г.    | сельсовет                       |
| п. Кирпичный     | 13.12.1974 г.    | сельсовет                       |
| п. Краснореченск | 28.12.1973 г.    | сельсовет                       |
| п. Кроноки       | 13.12.1974 г.    | сельсовет                       |
| п. Озёрный       | 13.12.1974 г.    | сельсовет                       |
| п. Пограничный   | 28.12.1973 г.    | сельсовет                       |
| п. Садовый       | 28.12.1973 г.    | сельсовет                       |
| с. Семлячики     | 13.12.1974 г.    | сельсовет                       |
| с. Тополово      | 13.12.1974 г.    | сельсовет                       |

Село Начики упразднено 13.12.1975 г., но существует посёлок Начики.

## Местное самоуправление
Глава Елизовского муниципального района — Бондаренко Вячеслав Анатольевич (избран в 2005 году).
Глава Елизовского муниципального района Тюлькин Сергей Николаевич (избран 8 апреля 2020 году)
Главой Елизовского района избран Тюлькин С. Н.

## Транспорт
Протяженность автомобильных дорог составляет 509,2 км, в том числе дорог федерального значения — 24 км, региональных — 421,3 км, поселковых — 31,4 км. Основные автомагистрали, проходящие по району: Петропавловск-Камчатский — Мильково — Усть-Камчатск, Петропавловск-Камчатский — Усть-Большерецк.

## Экономика
- Сельское хозяйство является главным сектором экономики Елизовского муниципального района[3].
- В Елизовском районе имеется Малкинское месторождение минеральных вод, в посёлке Малки работает санаторий-профилакторий и завод по розливу минеральной воды.